# 3-吡咯乙胺
3-吡咯乙胺是一种有机化合物，化学式为C6H10N2，它是芳烷基胺的一种，最初于1965年被发现。它可以3-吡咯甲醛和硝基甲烷为原料反应，再经氢化铝锂还原制得。